# Fisiculturismo feminino

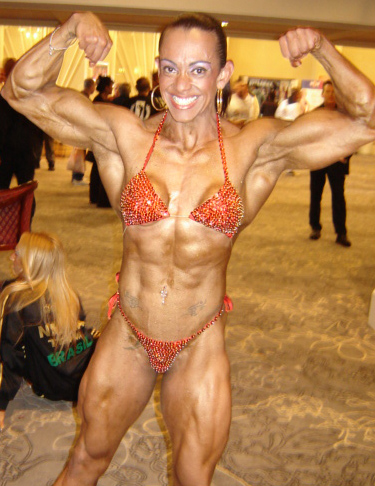
Larissa Cunha, fisiculturista brasileira

Fisiculturismo, culturismo (bodybuilding em inglês) é o esporte que tem como objetivo a aumento da massa muscular, levando-se em conta o volume, a definição, a proporção, a simetria e o desempenho das atletas nas etapas de exibição do concurso. O Fisiculturismo feminino começou nos anos setenta quando as mulheres começaram a tomar parte nas competições.

## História

### Origens
Competições destinadas à musculação feminina remontam a pelo menos os anos sessenta, com competições como o Miss Physique e Miss Americana. Porém, estas competições primordiais de fisiculturismo feminino realmente não eram muito mais que competições de biquíni. O primeiro U.S. Women's National Physique Championship foi assegurado em Cantão, Ohio, 1978, e é geralmente considerado como o primeiro verdadeiro campeonato de fisiculturismo feminino - quer dizer, a primeira competição onde os concorrentes foram julgados somente em muscularidade.

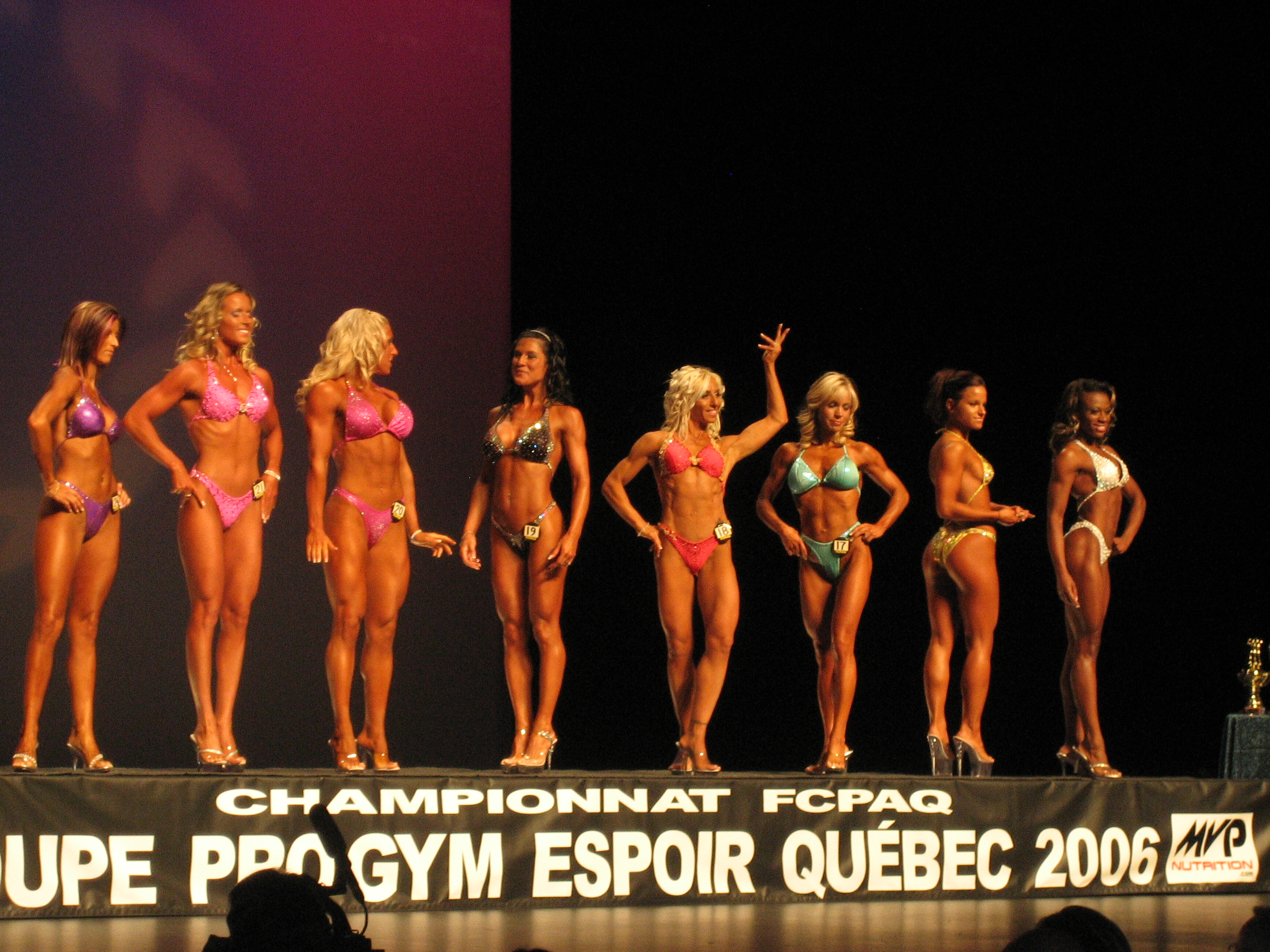
Competição internacional de fisiculturismo (Quebec 2006).

Mais competições começaram a aparecer em 1979. Alguns destas eram as seguintes:
O segundo U.S. Women's National Physique Championship, ganho por Kay Baxter, com Marilyn Schriner em segundo e Cammie Lusko em terceiro.O primeiro IFBB Women's World Body Building Championship, de 16 de julho, ganho por Lisa Lyon, com Claudia Wilbourn em segundo.
The Best In The World contest, feito em Warminster, PA em Agosto, com US$ 5,000 como prêmios, e com US$ 2,500 apenas para o primeiro lugar. Patsy Chapman foi a vencedora, seguida por April Nicotra, Stacey Bentley, Bette Brown, e Carla Dunlap.
Porém, estas competições geralmente foram asseguradas por promotores que agem independentemente; ao esporte ainda faltou um corpo administrativo. Isso mudaria em 1980.

### O início da era moderna
O National Physique Committee (NPC) financiou as primeiras competições nacionais das mulheres em 1980. Desde esse seu começo, este foi o topo dos níveis da competição amadora para mulheres no EUA. Laura Combes ganhou a competição inaugural.
Em 1980 também era o ano do primeiro Ms. Olympia, a competição mais prestigiosa para profissionais. A primeira vencedora era Rachel McLish que também tinha ganho mais cedo o Campeonato dos E.U.A. do NPC durante o ano. A competição era um momento decisivo e principal para o esporte de fisiculturismo de mulheres. McLish se mostrou mesmo promissora, e muitos competidoras de futuro foram inspirados para começar treinamento e competindo.

## Os anos 1980
Rachel McLish se tornou a competidora mais próspera do início dos anos 1980. Ela perdeu o Ms. Olympia terminando em segundo, e Kike Elomaa foi coroada em 1981, mas recuperou o título em 1982. Uma competição profissional principal nova, o Women's Pro World Championship, foi constiuido pela primeira vez em 1981 (ganhou Lynn Conkright). Firmado como competição anualmente em 1989, esta foi a segunda competição mais prestigiosa do tempo. McLish acrescentou este título à coleção dela em 1982.
Como cresceu o esporte, o nível de treinamento dos competidores gradualmente aumentou (a maioria dos competidores nos espetáculos mais antigos teve muito pouco experiência em treinamento com pesos), e o esporte evoluiu lentamente para físicos mais musculares. Esta tendência começou a emergir em 1983. Com McLish que não compete nos espetáculos grandes, Carla Dunlap levou os títulos de Pro World e Ms. Olympia. Dunlap possuiu um físico muito mais muscular que McLish ou Elomaa, e entretanto ela nunca repetiu os sucessos dela de 1983, ela permaneceria competitiva para o resto da década.
Em 1984, uma força nova emergiu no bodybuilding de mulheres. Cory Everson ganhou os NPC Nationals, tendo derrotado McLish para ganhar o Ms. Olympia. Com 5'9" pés de altura (mais de 1.70 cm) e 150 libras, o físico de Everson fixou um padrão novo. Ela iria ganhar seis Ms. Olympia sucessivos antes de qualquer derrota e se aposenta como uma profissional, a única mulher á realizar isto.
A competição Ms. International foi introduzida em 1986, primeiro ganhada por Erika Geisen. A competição não foi realizada em 1987, mas retornou bem em 1988. Como o cancelamento do Pro World Championship depois de 1989, o Ms. International foi o segundo em prestígio depois do Ms. Olympia. O Ms. International de 1989 era notável pelo fato de que a vencedora original, Tonya Knight, foi desqualificada depois por usar um substituto para o teste de droga dela no Ms. Olympia de 1988. Por conseguinte, a vice-campeã Jackie Paisley recebeu o título de 1989.

### Exposição popular nos anos 1980
Durante este período, o bodybuilding de mulheres estava começando a alcançar alguma exposição como corrente principal. A competidora Anita Gandol criou um movimento posando para Playboy durante o meio dos anos 1980, ganhando uma uma suspensão de um ano do IFBB.
Erica Mes, uma competidora holandesa, a seguiu fazendo a mesma coisa. Em uma nota mais positiva, Lori Bowen, vencedora dos Pro World's de 1984, apareceu dentro de um comercial de tv amplamente difundido para Miller Lite com Rodney Dangerfield.
Em 1985 o filme chamado Pumping Iron II: The Women foi liberado. Este filme documentou a preparação de várias mulheres para o Caesars Palace World Cup Championship de 1983. Competidoras proeminentes caracterizadas no filme eram Kris Alexander, Lori Bowen, Lydia Cheng, Carla Dunlap, Bev Francis, e Rachel McLish. Na ocasião, Francis realmente era uma powerlifter, entretanto ela fez uma transição próspera e rápida para o bodybuilding, enquanto se tornava uma das competidoras principais do fim dos anos 1980 e início dos anos noventa.
Durante vários anos no meio dos anos 1980, a cobertura ao vivo da NBC feita nos Ms. Olympia era exibida no programa do Sportsworld (O Mundo dos Esportes). A metragem gravada era televisionada meses depois da competição, e era normalmente usado como material secundário para preencher programas que caracterizam eventos como tapa-buracos. Tipicamente, as radiodifusões incluíram só o topo das várias mulheres competidoras. Não obstante, Cory Everson e algumas das competidoras principais recebiam cobertura de Televisão nacional.

### Os anos 1990
O fim do Comunismo no Leste Europeu abriu as portas dessa região ao culturismo feminino. A profissionalização, difícil mesmo para atletas como jogadores de futebol (o que dava certa folga a esses países nas escalações para as Olimpíadas), tornou-se possível com a imigração para o Ocidente, principalmente para os EUA. Dessa leva temos Valentina Chepiga, Pavla Brantalova, Laura Vukov, Aurélia Grozajová, e mais recentemente Dorothy Trojanowicz.
Em direção à América ocorreu um fluxo também de latino-americanas, como brasileiras como Ângela Debatin e mônica Martins, venezuelanas como Yaxeni Oriquen, colombianas como Betty Vianna, ou argentinas, como Maria Calo. Para ambos os fluxos migratórios, viver nos EUA trazia mais recompensas tanto econômicas (logística de treinamento e campeonatos) como reconhecimento popular, ou ao menos a ausência de do tratamento de aberração e humilhações.

## Os anos 2000
Presencia a aparição de novas fisiculturistas, destacadas pela pouca idade e físico desenvolvido, como Britt Miller e Cindy Philips, ambas na faixa dos 20 anos ainda em 2005, como também Sarah Dunlap, com 21 anos na mesma época.

## Padrões e discriminação sexista
É discutido por alguns que o modo pelos quais são tratadas freqüentemente fisiculturistas femininas é uma forma de sexismo. Elas discutem várias críticas que sofrem e expõe suas opiniões sobre as condições de seu esporte:
Considerando que os culturistas masculinos são julgados tipicamente por padrões relativamente objetivos, como "muscularidade" e "simetria", e que as culturistas femininas tendem a ser julgadas como por critérios de "feminilidade" e "beleza". Constantemente são mudados os padrões de julgar e são fixados principalmente por homens.
São escarnecidas freqüentemente e viram ser construída uma imagem negativa de si por não se conformarem a ideais de beleza feminina e papéis de gênero.
O dinheiro preciso para financiar este esporte é muito limitado para mulheres. O dinheiro do prêmio para mulheres fisiculturistas é freqüentemente um quarto ou menos do que é dado a culturista físicos masculinos.
A maioria das fisiculturistas tem o próprio site da Web. Alguns destes locais da rede incluem taxas de sociedade para ver fotos de nu ou até mesmo de conteúdo erótico. Este é um dos modos que as fisiculturistas podem levantar o dinheiro que eles precisam para se apoiar e treinar adequadamente.
Os culturistas masculinos recebem muitos patrocínios com pagamento mais altos e de prêmios. Então, eles não são pressionados para participar em pornografia como o modo que fisiculturistas para se apoiar economicamente o fazem.
Outros problemas poderiam ser acrescentados, como a repudia que sofrem, não nos EUA, mas em países onde sequer a prática de musculação é inexistente ou recente.

## Brasil
No Brasil as grandes cidades e regiões metropolitana possuem um maior concentração de atletas. Em 2013, a alagoana Dani Balbino ganhou o Overall Physique no Arnold Classic.

## Notáveis fisiculturistas
- Lenda Murray
- Renee Toney
- Christine Envall
- Lora Ottenad
- Michelle Maroldo
- Tina Lockwood
- Anja Timmer
- Rosemmary Jennings
- Cory Everson
- Annie Riveccio